# 奥尔良圣爱年堂

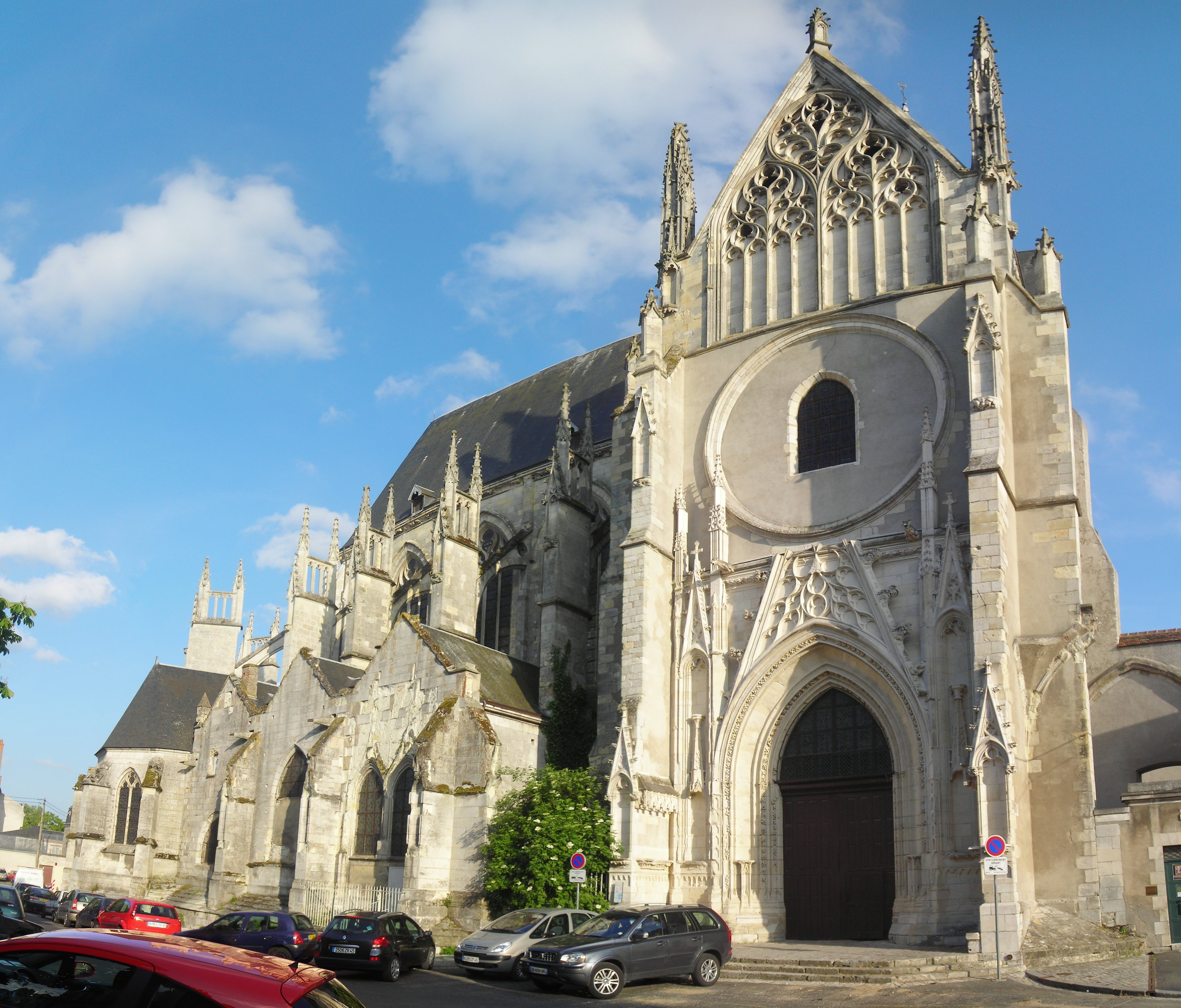
奥尔良圣爱年堂

奥尔良圣爱年堂（Collégiale Saint-Aignan d'Orléans）是法国奥尔良的一座教堂，位于卢瓦尔河北岸的勃艮第区。该堂供奉五世纪的奥尔良主教圣爱年（Aignan），据传说他曾劝匈奴王阿提拉不要洗劫该城。
根据都尔的额我略，Namatius主教在587年死后葬在圣爱年圣殿（basilica sancti Aniani）。圣爱年修道院在七世纪上半叶已经存在，其院长Leodebodus在651年在国王克洛维二世捐赠的土地上新建了弗勒里修道院。圣爱年的重要性可与都爾的瑪爾定相比。圣本笃会规和爱尔兰传教士聖高隆邦的会规被引进该修院。
在虔誠者路易统治时期，奥尔良伯爵奥多一世（死于834年）企图没收奥尔良的所有教堂，并夺取圣爱年修道院。世纪中叶，修道院的控制权交给主教，后来又转给Robertian王朝。
圣爱年修道院在1029年重新祝圣。当时正祭台同时供奉圣伯多禄和圣爱年，而唱经楼的祭台只供奉圣爱年，他的圣髑就在下面的地下室。 中殿两侧有12个小祭台，供奉本地和全球重要的圣人，但是六位当地圣人的圣髑并无祭台。